# Fanny Thibout
Pour les articles homonymes, voir Thibout.
Fanny Thibout, née à Liège en 1907 et morte en 1998, est une danseuse et professeure d’éducation corporelle et de rythmique. Elle fait ses études à Liège, y apprend la danse et y transmet son expérience. Elle a fait connaître le folklore wallon dans le monde. 

« On a dit qu'elle était la grande dame du folklore liégeois. Et c'est bien vrai. Sa beauté, son élégance, sa culture ont donné pendant de nombreuses années ses lettres de noblesse au folklore wallon »

 – Lily Portugaels.
Fanny Thibout a visité des nombreuses villages ardennais pour recueillir musiques et danses typiques : des Maclottes, des Amoureuses, des Passe-pied, des Galopèdes, des Mazurkas, Ostendaises, Polkas, Galops, de nombreux quadrilles: quadrille de Robertville, quadrille Impériale, quadrille d’Ucimont, quadrille Belge, quadrille du Vieux Lancier des Ardennes…
En 1974, Fanny Thibout créa le groupe des Tiesses di hoye pour apprendre aux enfants les expressions gestuelles. Le nom wallon Tiesses di Hoye -en français Têtes de charbon- fait référence au caractère têtu et expansif des liégeois. Ce groupe sera inséré dans sa compagnie. 
Son rôle a largement dépassé les frontières : elle est cofondatrice de la Fédération Internationale des Groupes Folkloriques (FIGF) et de la Confédération Internationale de Festivals de Folklore (CIOFF). Elle participa à divers organismes et donna des conférences pour promouvoir la danse populaire. Elle a représenté la Belgique à l'UNESCO.
Attachée à sa ville, elle a renoncé à quitter Liège alors qu'elle était appelée à faire une carrière internationale.[réf. nécessaire]

## Hommages
- Une compagnie porte son nom : Royale Compagnie Folklorique Fanny Thibout[6]
- La Ville de Liège a attribué son nom à un complexe immobilier « Clos Fanny Thibout »
- Une plaque portant son nom, apposée dans un petit square près de la place Saint-Lambert, la qualifie de « Âme du folklore wallon »